# Bambusa ventricosa
El Bambú ventre de Buda (Bambusa ventricosa) és un bambú originari de la Xina.

## Característiques
En condicions molt favorables aquest bambú pot arribar a de 15 a 18 m. Certes condicions lligades a diversos factors (sequera) provoquen en el moment del creixement de les canyes una inflor dels entrenusos i disminuïx en gran manera l'altura de la planta.

## Cultiu
S'adapta a totes les condicions excepte temperatures massa fredes a l'hivern.

## Ús
Galeria, test, jardinera, interior, tanca, tall-vents o mata aïllada. Molt utilitzat a Àsia per a la realització de bonsais. Original gràcies als seus entrenusos curts i engreixats.